# 第198回国会
第198回国会（だい198かいこっかい）とは、2019年（平成31年）1月28日に召集された通常国会。会期は同年（令和元年）6月26日までの150日間。

## 各党・会派の議席数
| 計465、2019年（令和元年）6月26日時点 - 自由民主党 - 283 - 立憲民主党・無所属フォーラム - 68 - 国民民主党・無所属クラブ - 40 - 公明党 - 29 - 日本共産党 - 12 - 日本維新の会 - 11 - 社会保障を立て直す国民会議 - 8 - 社会民主党・市民連合 - 2 - 希望の党 - 2 - 未来日本 - 2 - 無所属 - 8 - 欠員 - 0 | 計242、2019年（令和元年）6月26日時点 - 自由民主党・国民の声 - 122 - 立憲民主党・民友会・希望の会 - 28 - 国民民主党・新緑風会 ‐ 27 - 公明党 - 25 - 日本共産党 - 14 - 日本維新の会・希望の党 - 15 - 無所属クラブ - 2 - 沖縄の風 - 2 - 各派に属しない議員 - 3 - 欠員 - 4 |

## 今国会の動き

### 召集前

#### 2018年（平成30年）
- 12月10日 - 第197回国会が閉会。※この時点で、衆議院沖縄県第3区が欠員。
- 12月25日
  - 長浜博行元環境大臣ら参院議員4人が立憲民主党に入党[4]。
  - 第23回参議院兵庫県選挙区選出の1人である鴻池祥肇が在職中死去[5]。
- 12月26日 - 衆議院大阪府第12区選出の北川知克が在職中死去[6]。

#### 2019年（平成31年）
- 1月15日 - 会派「無所属の会」の岡田克也代表ら衆院議員10人が立憲民主党会派に入会[7]。
- 1月16日 - 野田佳彦前首相ら無所属の衆院議員7人が新会派「社会保障を立て直す国民会議」を結成[8]。
- 23日 - 日本維新の会と希望の党が参議院事務局に統一会派結成を届け出た[9]。
- 1月24日 - 国民民主党と自由党が衆参両院で、立憲民主党と社会民主党が参院で、それぞれ統一会派を結成[10]。

### 会期中

#### 1月
- 1月28日 - 召集。
  - 開会式[11][12][13]。明仁天皇が「おことば」[注釈 5]。
  - 衆議院と参議院の本会議で、安倍晋三内閣総理大臣の施政方針演説[注釈 6]が行われた[14]。河野太郎外務大臣の外交演説[注釈 7]、麻生太郎財務大臣の財政演説[注釈 8]と茂木敏充内閣府特命担当大臣（経済財政政策担当）の経済演説[注釈 9]がそれぞれ行われた（政府四演説）[15][16]。
- 1月30日 - 代表質問1日目。衆議院本会議で、立憲民主党の枝野幸男代表と国民民主党の玉木雄一郎代表、自由民主党の二階俊博幹事長が質疑を行い、安倍晋三内閣総理大臣、根本匠厚生労働大臣、菅義偉内閣官房長官、世耕弘成経済産業大臣及び麻生太郎財務大臣が答弁を行った[17][18]。
- 1月31日
  - 代表質問2日目。
    - 衆議院本会議で、公明党の斉藤鉄夫幹事長と日本共産党の志位和夫委員長、日本維新の会の馬場伸幸幹事長、社会保障を立て直す国民会議の野田佳彦代表が質疑を行い、安倍晋三内閣総理大臣及び根本匠厚生労働大臣が答弁した[19]。
    - 参議院本会議で、国民民主党の榛葉賀津也参議院幹事長、自由民主党の橋本聖子参議院議員会長が質疑を行い、安倍晋三内閣総理大臣らが答弁した[19][20]。

#### 2月
- 2月1日 - 代表質問3日目。参議院本会議で、立憲民主党の福山哲郎幹事長、公明党の山口那津男代表、日本維新の会の片山虎之助共同代表、日本共産党の小池晃書記局長、自由党の山本太郎共同代表、自由民主党の岡田直樹参議院幹事長が質疑を行い、安倍晋三内閣総理大臣らが答弁を行った[21][22]。
- 2月5日 - 衆議院本会議で、平成30年度第2次補正予算案が与党と日本維新の会などの賛成多数で可決[23]。
- 2月6日 - 安倍晋三首相は参院予算委員会で「児童虐待根絶」に総力挙げると発表[24]。
- 2月7日 - 参議院本会議で、平成30年度第2次補正予算案が与党や日本維新の会などの賛成多数で可決、成立[25]。
- 2月15日 - 田畑毅衆議院議員が自身の女性トラブルを理由に自由民主党に離党届を提出[26]。党は同月21日付で離党届を受理[27]。その後、同月27日に議員辞職願を提出し[28]。3月1日の本会議にて辞職を許可された[29]。
- 2月22日 - 15日に衆議院本会議で国会同意人事が同意されたのに続き、参議院本会議で同意された。9機関の35人[注釈 10][30][31]。
- 2月25日 - アントニオ猪木参議院議員が会派「無所属クラブ」から「国民民主党・新緑風会」へ、無所属の平山佐知子参議院議員が「無所属クラブ」へ入会[32]。
- 2月26日 - 衆議院本会議で、天皇陛下の在位30年を祝う「賀詞」を議決[33]。 3月8日には参議院本会議でも同様の「賀詞」を議決[34]。

#### 3月
- 3月1日
  - 衆議院本会議にて、厚生労働省の「毎月勤労統計」の不適切調査問題をめぐり野党6党派が提出した根本匠厚生労働大臣に対する不信任決議案を与党などの反対多数で否決[35]。
  - 無所属の佐藤公治衆議院議員が「国民民主党・無所属クラブ」へ入会[36]。
- 3月2日
  - 衆議院本会議で、平成31年度予算案が自民、公明両党などの賛成多数で可決[37]。
  - 無所属の本村賢太郎衆院議員は、4月の相模原市長選挙に出馬するため辞職願を提出し[38]、7日の衆議院本会議で辞職を許可された [39]。
- 3月7日 - 立憲民主党は、国民民主党が藤田幸久参議院議員を除籍処分としたことを受け、藤田の入党を承認するとともに会派入りを参議院事務局に届け出て、単独での参議院野党第1会派に復帰[40][41]。
- 3月22日 - 無所属の鷲尾英一郎衆議院議員が自由民主党へ入党[42]。
- 3月27日
  - 参議院本会議で、平成31年度予算が与党などの賛成多数で可決、成立。10月の消費税率引き上げに備える景気対策費などを計上した一般会計総額は101兆4571億円で、当初予算段階で初めて100兆円を超えた[43]。
  - 参議院本会議にて、高額な防衛装備品の調達コストを長期契約による一括購入で圧縮する改正特別措置法が与党などの賛成多数で可決、成立[44]。
  - 参議院本会議にて、ふるさと納税で、過度な返礼品を贈る自治体を制度の対象から外すことなどを柱とした改正地方税法は、与党などの賛成多数で可決、成立[45]。
- 3月29日
  - 参議院本会議にて、2020年東京五輪などの大型行事への対応強化策として、警察庁に警備や災害対応に特化した「警備運用部」を新設するための改正警察法が可決、成立[46]。
  - 参議院本会議にて、乳児用液体ミルクの原料となる乳清を輸入する際に掛かる関税率引き下げを盛り込んだ改正関税暫定措置法が可決、成立[47]。
  - 参議院本会議にて、外務省の外国名の表記で使ってきたカタカナの「ウ」に濁点を付ける「ヴ」を4月から使わないよう改める改正在外公館名称位置給与法が可決、成立[48]。

#### 4月
- 9日 - 大阪府第12区補欠選挙への立候補に伴い日本共産党所属の宮本岳志衆議院議員が自動失職[49]。
- 4月12日 - 無所属の渡辺美知太郎参議院議員は、同月投開票の那須塩原市長選挙に出馬するため辞職届を提出し、本会議で辞職が許可された[50]。
- 4月19日 - 参議院本会議にて、アイヌ民族を法律上初めて「先住民族」と位置づけたアイヌ新法が可決、成立[51]。
- 4月21日 - 補欠選挙（第19回統一地方選挙後半日程と同時施行）
  - 衆院大阪府第12区では日本維新の会の藤田文武、沖縄県第3区では野党が支援した屋良朝博がそれぞれ初当選し、自民は2敗した[52]。
  - 参議院兵庫県選挙区は任期満了に近い為、統一地方選では執行せず、当国会では欠員のまま（補充されない）とし、7月執行予定の第25回参議院議員通常選挙にて補充する。
- 4月24日
  - 参議院本会議にて、旧優生保護法の下で障害のある人らに不妊手術が行われた問題で、被害者への「おわび」と一時金320万円の支給を盛り込んだ救済法が可決、成立[53]。
  - 参議院本会議にて、深海の海洋生物の生態系保護に向け海底の開発を制限する改正自然環境保全法が可決、成立[54]。
- 4月26日 - 国民民主党が自由党を吸収合併[55]。

#### 5月
- 5月8日 - 第23回参議院島根県選挙区選出の島田三郎が在職中死去[56]、これにより島根県選挙区は欠員のまま選挙区廃止となった。
- 5月9日 - 衆議院本会議で、天皇陛下の即位を祝う「賀詞」を全会一致で議決[57]。 5月15日には参議院本会議でも同様の「賀詞」を全会一致で議決[58]。
- 5月10日
  - 参議院本会議にて、幼児教育・保育の無償化を実施する改正子ども・子育て支援法が可決、成立[59]。
  - 参議院本会議にて、電波利用料の増額などを柱とする改正電波法が可決、成立[60]。
  - 参議院本会議にて、大学など高等教育機関の無償化を図る大学等における修学の支援に関する法律が可決、成立[61]。
  - 参議院本会議にて、携帯電話料金の値下げを促す改正電気通信事業法が可決、成立[61]。
  - 参議院本会議にて、離婚した夫婦間で子を引き渡す際のルールを明確化した改正民事執行法などが可決、成立[62]。
  - 参議院本会議にて、特許を侵害したと疑われる企業に専門家が立ち入り検査する制度を新設する改正特許法が可決、成立[63]。
  - 参議院本会議にて、中規模ビルに省エネルギー基準への適合を義務付ける改正建築物省エネ法が可決、成立[64]。
- 5月14日 - 日本維新の会の丸山穂高衆議院議員が自身の不祥事により除名。
- 5月15日 - 参議院本会議にて、マイナ保険証を導入する（マイナンバーカードを健康保険証として使えるようにする）改正健康保険法などが可決、成立[65]。
- 5月17日
  - 参議院本会議にて、所有者不明の土地を一定の条件で売却できるようにする法律が可決、成立[66]。
  - 農地の賃貸を仲介する農地中間管理機構事業を見直す改正農地バンク法が可決、成立[67]。
  - 参議院本会議にて、自動運転車の安全性を確保するための制度整備を柱とした改正道路運送車両法が可決、成立[68]。
  - 参議院本会議にて、国立大学法人の複数校の経営を可能にする改正国立大学法人法が可決、成立[69]。
  - 参議院本会議にて、ドローンによる自衛隊施設や在日米軍基地上空の飛行禁止を盛り込んだ改正ドローン規制法が可決、成立[70]。
- 5月24日
  - 参議院本会議にて、食品ロスの削減を目指す食品ロス削減推進法が可決、成立[71]。
  - 参議院本会議にて、行政手続きを電子申請に原則統一するデジタルファースト法が可決、成立[72]。
- 5月28日 - 参議院本会議にて、ながら運転の罰則強化などを盛り込んだ改正道路交通法が可決、成立[73]。
- 5月29日
  - 参議院本会議にて、職場のパワーハラスメントの防止を企業に義務づける改正労働施策総合推進法が可決、成立[74]。
  - 参議院本会議にて、NHKがテレビ番組をインターネットで常時同時配信できるようにする改正放送法が可決、成立[75]。
  - 参議院本会議にて、罰則を強化しフロン類の適切な回収処理を促す改正フロン排出抑制法が可決、成立[76]。
  - 参議院本会議にて、中小企業が防災設備に投資した場合に税を優遇する改正中小企業等経営強化法が可決、成立[77]。
- 5月30日 - 衆議院本会議にて、質問主意書とこれに対する政府答弁書をペーパーレス化する改正衆議院規則を全会一致で可決[78]。
- 5月31日
  - 参議院本会議にて、仮想通貨を「暗号資産」に改称する資金決済法などの改正法が可決、成立[79]
  - 参議院本会議にて、「災害援護資金」の返済免除の対象を広げる改正災害弔慰金支給法が可決、成立[80]。
  - 参議院本会議にて、地方自治体の権限や裁量を拡大する13の法改正をまとめた地方分権一括法が可決、成立[81]。

#### 6月
- 6月3日 - 国民民主党の山井和則衆院議員が離党届を提出[82]。
- 6月5日
  - 希望の党は、行田邦子参院議員の離党を承認。所属国会議員が4人となり、政党要件を失った[83]。
  - 参議院本会議にて、国が長期間にわたって国有林の伐採権を民間企業に有償で付与できる改正国有林野管理経営法が可決、成立[84]。
  - 参議院本会議にて、建設業界の労働環境を改善するための改正建設業法と改正入札契約適正化法が可決、成立[85]。
- 6月6日
  - 衆議院本会議にて、丸山穂高衆院議員に対し、直ちに進退を判断するよう求める「糾弾決議」を全会一致で可決。国会議員に対する糾弾決議は初[86]。
  - 参議院本会議にて、犯罪や災害で死亡した人の死因特定に向けた体制を強化する死因究明推進基本法が可決、成立[87]。
- 6月7日
  - 参議院本会議にて、特別養子縁組の対象年齢を原則6歳未満から原則15歳未満に引き上げる改正民法などが可決、成立[88]。
  - 参議院本会議にて、中央省庁の障害者雇用水増し問題を受け、再発防止策を盛り込んだ改正障害者雇用促進法が可決、成立[89]。
  - 参議院本会議にて、認知症などで成年後見制度を利用した人が、公務員などの資格や地位を自動的に失う各種法律の「欠格条項」を原則として削除する一括法が可決、成立[90]。
- 6月12日
  - 衆議院本会議にて、犬や猫へのマイクロチップ装着義務化などを柱とする改正動物愛護法が可決、成立[91]。
  - 参議院本会議にて、子供の貧困改善に向けた計画づくりを市区町村の努力義務とすることを柱とする改正子どもの貧困対策法が可決、成立[92]。
  - 参議院本会議にて、棚田地域の保全を目指す棚田地域振興法が可決、成立[93]。
- 6月13日 - 衆議院本会議にて、ドローンの飛行前の点検を義務付け、飲酒後の操縦を禁じるなどの改正航空法が可決、成立[94]。
- 6月14日
  - 参院本会議にて、2017年度決算を自民、公明両党などの賛成多数で承認[95]。
  - 参院本会議にて、厚生労働省による毎月勤労統計調査の不正問題など受け、内閣に検証と再発防止を求める警告決議を全会一致で採択[95]。
  - 無所属の薬師寺道代参院議員が自由民主党に入党届を提出[96]。
- 6月18日
  - 大野元裕参院議員は国民民主党に離党届を提出[97]。
  - 参議院本会議にて、参院議員が歳費を国庫に自主返納できるようにする改正国会議員歳費法が可決、成立[98]。
- 6月19日
  - 参議院本会議にて、児童虐待の防止強化に向けた改正児童福祉法などが可決、成立[99]。
  - 参議院本会議にて、カルテルや談合を自主申告した企業への課徴金減免制度を見直す改正独占禁止法が可決、成立[100]。
  - 参議院本会議にて、法科大学院在学中に司法試験を受けられるようにする改正法科大学院教育・司法試験連携法が可決、成立[101]。
- 6月21日
  - 午前の参議院参院本会議にて、野党が提出した麻生太郎財務大臣兼金融担当大臣の問責決議案、金子原二郎参議院予算委員長の解任決議案を与党などの反対多数で否決。午後の衆議院本会議では麻生に対する不信任決議案を与党などの反対多数で否決[102][103]。
  - 参議院本会議にて、日本国内で暮らす外国人らへの日本語教育の推進を国や自治体などの責務とした日本語教育推進法が可決、成立[104]。
  - 衆議院本会議にて、視覚障害者らがより読書を楽しめるよう、国や自治体の責務などを定めた読書バリアフリー法が可決、成立[105]。
  - 参議院本会議にて、動物看護師の国家資格を創設する愛玩動物看護師法が可決、成立[106]。
  - 参議院本会議にて、国と地方に「学校教育情報化推進計画」の策定を義務付ける学校教育情報化推進法が可決、成立[107]。
- 6月26日 - 会期末。

## 委員会・審査会・調査会
| 委員会・審査会                                     | 委員長・会長 | 所属会派                     |
| -------------------------------------------------- | ------------ | ---------------------------- |
| 内閣委員会                                         | 牧原秀樹     | 自由民主党                   |
| 総務委員会                                         | 江田康幸     | 公明党                       |
| 法務委員会                                         | 葉梨康弘     | 自由民主党                   |
| 外務委員会                                         | 若宮健嗣     | 自由民主党                   |
| 財務金融委員会                                     | 坂井学       | 自由民主党                   |
| 文部科学委員会                                     | 亀岡偉民     | 自由民主党                   |
| 厚生労働委員会                                     | 冨岡勉       | 自由民主党                   |
| 農林水産委員会                                     | 武藤容治     | 自由民主党                   |
| 経済産業委員会                                     | 赤羽一嘉     | 公明党                       |
| 国土交通委員会                                     | 谷公一       | 自由民主党                   |
| 環境委員会                                         | 秋葉賢也     | 自由民主党                   |
| 安全保障委員会                                     | 岸信夫       | 自由民主党                   |
| 国家基本政策委員会                                 | 佐藤勉       | 自由民主党                   |
| 予算委員会                                         | 野田聖子     | 自由民主党                   |
| 決算行政監視委員会                                 | 海江田万里   | 立憲民主党・無所属フォーラム |
| 議院運営委員会                                     | 高市早苗     | 自由民主党                   |
| 懲罰委員会                                         | 篠原孝       | 国民民主党・無所属クラブ     |
| 災害対策特別委員会                                 | 望月義夫     | 自由民主党                   |
| 政治倫理の確立及び公職選挙法改正に関する特別委員会 | 山口俊一     | 自由民主党                   |
| 沖縄及び北方問題に関する特別委員会                 | 末松義規     | 立憲民主党・無所属フォーラム |
| 北朝鮮による拉致問題等に関する特別委員会           | 山口壯       | 自由民主党                   |
| 消費者問題に関する特別委員会                       | 土屋品子     | 自由民主党                   |
| 科学技術・イノベーション推進特別委員会             | 古本伸一郎   | 国民民主党・無所属クラブ     |
| 東日本大震災復興特別委員会                         | 古川禎久     | 自由民主党                   |
| 原子力問題調査特別委員会                           | 高木毅       | 自由民主党                   |
| 地方創生に関する特別委員会                         | 松野博一     | 自由民主党                   |
| 憲法審査会                                         | 森英介       | 自由民主党                   |
| 情報監視審査会                                     | 浜田靖一     | 自由民主党                   |
| 政治倫理審査会                                     | 細田博之     | 自由民主党                   |

| 委員会・審査会・調査会                       | 委員長・会長 | 所属会派                     |
| -------------------------------------------- | ------------ | ---------------------------- |
| 内閣委員会                                   | 石井正弘     | 自由民主党・国民の声         |
| 総務委員会                                   | 秋野公造     | 公明党                       |
| 法務委員会                                   | 横山信一     | 公明党                       |
| 外交防衛委員会                               | 渡邉美樹     | 自由民主党・国民の声         |
| 財政金融委員会                               | 中西健治     | 自由民主党・国民の声         |
| 文教科学委員会                               | 上野通子     | 自由民主党・国民の声         |
| 厚生労働委員会                               | 石田昌宏     | 自由民主党・国民の声         |
| 農林水産委員会                               | 堂故茂       | 自由民主党・国民の声         |
| 経済産業委員会                               | 浜野喜史     | 国民民主党・新緑風会         |
| 国土交通委員会                               | 羽田雄一郎   | 国民民主党・新緑風会         |
| 環境委員会                                   | 那谷屋正義   | 立憲民主党・民友会・希望の会 |
| 国家基本政策委員会                           | 鉢呂吉雄     | 立憲民主党・民友会・希望の会 |
| 予算委員会                                   | 金子原二郎   | 自由民主党・国民の声         |
| 決算委員会                                   | 石井みどり   | 自由民主党・国民の声         |
| 行政監視委員会                               | 中川雅治     | 自由民主党・国民の声         |
| 議院運営委員会                               | 末松信介     | 自由民主党・国民の声         |
| 懲罰委員会                                   | 室井邦彦     | 日本維新の会・希望の党       |
| 災害対策特別委員会                           | 山本博司     | 公明党                       |
| 沖縄及び北方問題に関する特別委員会           | 石橋通宏     | 立憲民主党・民友会・希望の会 |
| 政治倫理の確立及び選挙制度に関する特別委員会 | 渡辺猛之     | 自由民主党・国民の声         |
| 北朝鮮による拉致問題等に関する特別委員会     | 山谷えり子   | 自由民主党・国民の声         |
| 政府開発援助等に関する特別委員会             | 松山政司     | 自由民主党・国民の声         |
| 消費者問題に関する特別委員会                 | 宮澤洋一     | 自由民主党・国民の声         |
| 東日本大震災復興特別委員会                   | 徳永エリ     | 国民民主党・新緑風会         |
| 国際経済・外交に関する調査会                 | 水落敏栄     | 自由民主党・国民の声         |
| 国民生活・経済に関する調査会                 | 増子輝彦     | 国民民主党・新緑風会         |
| 資源エネルギーに関する調査会                 | 鶴保庸介     | 自由民主党・国民の声         |
| 憲法審査会                                   | 柳本卓治     | 自由民主党・国民の声         |
| 情報監視審査会                               | 中曽根弘文   | 自由民主党・国民の声         |
| 政治倫理審査会                               | 吉田博美     | 自由民主党・国民の声         |

## その他
会期中の予算委員会の開催日数は過去10年間で最小であった。